# Birmaans
Het Birmaans of Birmees (Birmaans: ဗမာစာ; bəmaza) is de officiële taal in Myanmar (Birma).
De taal is de moedertaal van ongeveer 32 miljoen mensen. Birmaans wordt bovendien als tweede taal gesproken door veel minderheden in Myanmar, zoals de Chinezen, de Indiase Birmezen, Karen, Mon en Shan. Het wordt geschreven in het Birmese schrift.

## Classificatie

Birmaanse taal geschreven in het Birmese schrift

Het Birmaans maakt deel uit van de Tibeto-Birmaanse talen, een onderfamilie van de Sino-Tibetaanse talen.